# Чемпіонат світу з трекових велоперегонів 2017 — командний спринт (чоловіки)
Змагання з командного спринту серед чоловіків на Чемпіонаті світу з трекових велоперегонів 2017 відбулись 12 квітня.

## Результати

### Кваліфікація
8 найшвидших команд виходять у перший раунд.
| Місце | Ім'я                                                         | Країна          | Час    | Відставання | Примітки |
| ----- | ------------------------------------------------------------ | --------------- | ------ | ----------- | -------- |
| 1     | Едвард Докінс Етан Мітчелл Сем Вебстер                       | Нова Зеландія   | 43.267 |             | Q        |
| 2     | Бенжамен Еделін Квентін Лафарг Себастьян Віжьє               | Франція         | 43.390 | +0.123      | Q        |
| 3     | Джек Карлін Раян Овенс Джозеф Трумен                         | Велика Британія | 43.416 | +0.149      | Q        |
| 4     | Мацей Бєлецький Кшиштоф Максель Матеуш Рудик                 | Польща          | 43.419 | +0.152      | Q        |
| 5     | Лі Цзяньсінь Луо Юнцзя Сюй Чао                               | КНР             | 43.878 | +0.611      | Q        |
| 6     | Тео Бос Джефрі Хогланд Нільс ван 'т Гундердал                | Нідерланди      | 43.970 | +0.703      | Q        |
| 7     | Метью Ґлетцер Натан Гарт Якоб Шмід                           | Австралія       | 44.136 | +0.869      | Q        |
| 8     | Йошітаку Наґасако Юдай Нітта Кадзунарі Ватанабе              | Японія          | 44.363 | +1.096      | Q        |
| 9     | Томас Бабек Павел Келемен Давид Сойка                        | Чехія           | 44.606 | +1.339      |          |
| 10    | Алехандро Мартінес Хосе Морено Санчес Хуан Перальта          | Іспанія         | 44.695 | +1.428      |          |
| 11    | Рубен Мурільйо Фабіан Ернандо Пуерта Сапата Сантьяго Рамірес | Колумбія        | 44.702 | +1.435      |          |
| 12    | Ерік Енглер Роберт Ферстеманн Макс Нідерлаґ                  | Німеччина       | 44.708 | +1.441      |          |
| 13    | Кирило Самусенко Олексій Ткачов Павло Якушевський            | Росія           | 44.898 | +1.631      |          |
| 14    | Владислав Новик Євген веремчук Артем Зайцев                  | Білорусь        | 45.445 | +2.178      |          |
| 15    | Х'юго Барретт Стефан Ріттер Патріс Сент Луїс Півін           | Канада          | 45.772 | +2.505      |          |
| 16    | Сауль Гутьєррес Мануель Ресендес Едгар Вердуго               | Мексика         | 46.133 | +2.866      |          |

- Q = кваліфікувались

### Перший раунд
Пари в першому раунді сформувались за такою схемою:

Заїзд 1: 4-та проти 5-ї

Заїзд 2: 3-тя проти 6-ї

Заїзд 3: 2-га проти 7-ї

Заїзд 4: 1-ша проти 8-ї
Переможці заїздів посіли місця за часом, два перших місця вийшли у фінал за золоту медаль, а третє і четверте - за бронзову.
| Місце     | Загальне місце | Ім'я                                                 | Країна          | Час    | Відставання | Примітки |
| --------- | -------------- | ---------------------------------------------------- | --------------- | ------ | ----------- | -------- |
| 1 проти 8 |                |                                                      |                 |        |             |          |
| 1         | 1              | Етан Мітчелл Сем Вебстер Едвард Докінс               | Нова Зеландія   | 43.183 |             | QG       |
| 2         | 7              | Йошітаку Наґасако Юдай Нітта Кадзунарі Ватанабе      | Японія          | 44.158 | +0.975      |          |
| 2 проти 7 |                |                                                      |                 |        |             |          |
| 1         | 3              | Бенжамен Еделін Себастьян Віжьє Франсуа Перві        | Франція         | 43.645 |             | QB       |
| 2         | 6              | Натан Гарт Метью Ґлетцер Патрік Констебл             | Австралія       | 43.736 | +0.091      |          |
| 3 проти 6 |                |                                                      |                 |        |             |          |
| 1         | 2              | Нільс ван 'т Гундердал Гаррі Лаврейсен Маттейс Бюхлі | Нідерланди      | 43.481 |             | QG       |
| 2         | 5              | Джек Карлін Раян Овенс Джозеф Трумен                 | Велика Британія | 43.666 | +0.185      |          |
| 4 проти 5 |                |                                                      |                 |        |             |          |
| 1         | 4              | Мацей Бєлецький Матеуш Рудик Кшиштоф Максель         | Польща          | 43.834 |             | QB       |
| 2         | 8              | Лі Цзяньсінь Луо Юнцзя Сюй Чао                       | КНР             | 44.654 | +0.820      |          |

- QG = кваліфікувались у фінал за золоту медаль
- QB = кваліфікувались у фінал за бронзову медаль

### Фінали
Фінал розпочався о 20:58.
| Місце                    | Ім'я                                           | Країна        | Час    | Відставання | Примітки |
| ------------------------ | ---------------------------------------------- | ------------- | ------ | ----------- | -------- |
| Фінал за золоту медаль   |                                                |               |        |             |          |
| 1                        | Етан Мітчелл Сем Вебстер Едвард Докінс         | Нова Зеландія | 44.049 |             |          |
| 2                        | Джефрі Хогланд Гаррі Лаврейсен Маттейс Бюхлі   | Нідерланди    | 44.382 | +0.332      |          |
| Фінал за бронзову медаль |                                                |               |        |             |          |
| 3                        | Бенжамен Еделін Себастьян Віжьє Квентін Лафарг | Франція       | 43.536 |             |          |
| 4                        | Мацей Бєлецький Рафал Сарнецький Матеуш Рудик  | Польща        | 43.698 | +0.162      |          |